# Shakalaka Boom Boom
Shakalaka Boom Boom – indyjski dramat miłosny z elementami musicalu zrealizowany w 2007 roku przez Suneela Darshana, autora Więzy miłości, Przyjaźń na zawsze, czy Deszcz. W rolach głównych Bobby Deol, Upen Patel, Celina Jaitley i Kangana Ranaut. Muzykę do filmu stworzył Himesh Reshammiya.
Shakalaka Boom Boom opowiada o konfliktach i grze sił w przemyśle muzycznym. Zdjęcia kręcono m.in. w Afryce Południowej.

## Obsada
- Bobby Deol – AJ
- Upen Patel – Reggi
- Kangana Ranaut – Ruhi
- Celina Jaitley – Sheena
- Gerard Way – Shaka Laka boom boom king
- Dalip Tahil

## Muzyka i piosenki
Muzykę skomponował Himesh Reshammiya, nominowany za muzykę do filmów: Humraaz (2002), Dla ciebie wszystko (2003), Aksar (2006), Aashiq Banaya Aapne', autor muzyki do takich filmów jak Aitraaz, Dil Maange More, Vaada, Blackmail, Yakeen, Kyon Ki, Shaadi Se Pehle, Chup Chup Ke, Dil Diya Hai, Namastey London, Ahista Ahista, Apne, Maine Pyaar Kyun Kiya?, Silsilay, 36 China Town, Banaras – A Mystic Love Story, Fool and Final, Good Boy Bad Boy, Welcome i Karzzzz.
1. Shaka Laka Boom Boom
2. Thaare Vaaste
3. Namumkin
4. Dil Lagaayenge
5. Issi Umeed Pe
6. Saathiya
7. Aaj Nahi Toh Kal
8. Tera Sona Sona Roop
9. Rukhsat